# ブレントン・ドイル
ブレントン・エドワード・ドイル（Brenton Edward Doyle, 1998年5月14日 - ）は、 アメリカ合衆国バージニア州フォーキア郡ウォーレントン出身のプロ野球選手（外野手）。右投右打。MLBのコロラド・ロッキーズ所属。

## 経歴
2019年のMLBドラフト4巡目（全体129位）でコロラド・ロッキーズから指名され、プロ入り。契約後、傘下のパイオニアリーグのルーキー級グランドジャンクション・ロッキーズでプロデビュー。51試合に出場して打率.383、8本塁打、33打点、17盗塁を記録した。
2020年はCOVID-19の影響でマイナーリーグの試合が開催されなかったため、公式戦の出場は無かった。
2021年はA+級スポケーン・インディアンスでプレーし、97試合に出場して打率.280、16本塁打、47打点、21盗塁を記録した。
2022年はAA級ハートフォード・ヤードゴーツとAAA級アルバカーキ・アイソトープスでプレーし、2球団合計で132試合に出場して打率.256、26本塁打、77打点、23盗塁を記録した。オフの11月15日にはルール・ファイブ・ドラフトでの流出を防ぐために40人枠入りした。
2023年の開幕はAAA級アルバカーキで迎えた。4月24日にメジャー初昇格を果たし、同日のクリーブランド・ガーディアンズ戦にて「8番・中堅手」で先発出場してメジャーデビュー。この年メジャーでは126試合に出場して打率.203、10本塁打、48打点、22盗塁を記録した。また、9月2日のトロント・ブルージェイズ戦では9回表に中堅の守備中での送球で105.7mph（約170km/h）を計測したが、これは2015年のスタットキャスト導入後では外野手としての史上最速の記録となった。さらに、ゴールドグラブ賞を初受賞した。
2024年は打撃面で成長し、143試合に出場して打率.260、23本塁打、72打点、30盗塁、OPS.764を記録した。また、2年連続となるゴールドグラブ賞、初となるフィールディング・バイブル・アワードを受賞した。

## 詳細情報

### 年度別打撃成績
| 年 度    | 球 団    | 試 合 | 打 席 | 打 数 | 得 点 | 安 打 | 二 塁 打 | 三 塁 打 | 本 塁 打 | 塁 打 | 打 点 | 盗 塁 | 盗 塁 死 | 犠 打 | 犠 飛 | 四 球 | 敬 遠 | 死 球 | 三 振 | 併 殺 打 | 打 率 | 出 塁 率 | 長 打 率 | O P S |
| -------- | -------- | ----- | ----- | ----- | ----- | ----- | -------- | -------- | -------- | ----- | ----- | ----- | -------- | ----- | ----- | ----- | ----- | ----- | ----- | -------- | ----- | -------- | -------- | ----- |
| 2023     | COL      | 126   | 431   | 399   | 48    | 81    | 16       | 5        | 10       | 137   | 48    | 22    | 5        | 3     | 3     | 22    | 0     | 4     | 151   | 9        | .203  | .250     | .343     | .593  |
| 2024     | COL      | 149   | 603   | 542   | 82    | 141   | 24       | 4        | 23       | 242   | 72    | 30    | 5        | 4     | 8     | 46    | 1     | 3     | 153   | 13       | .260  | .317     | .446     | .764  |
| MLB：2年 | MLB：2年 | 275   | 1034  | 941   | 130   | 222   | 40       | 9        | 33       | 379   | 120   | 52    | 10       | 7     | 11    | 68    | 1     | 7     | 304   | 22       | .236  | .289     | .403     | .692  |

- 2024年度シーズン終了時

### 年度別守備成績
| 年 度 | 球 団 | 中堅（CF） | 中堅（CF） | 中堅（CF） | 中堅（CF） | 中堅（CF） | 中堅（CF） |
| 年 度 | 球 団 | 試 合      | 刺 殺      | 補 殺      | 失 策      | 併 殺      | 守 備 率   |
| ----- | ----- | ---------- | ---------- | ---------- | ---------- | ---------- | ---------- |
| 2023  | COL   | 125        | 373        | 10         | 1          | 3          | .997       |
| 2024  | COL   | 146        | 426        | 8          | 4          | 3          | .991       |
| MLB   | MLB   | 271        | 799        | 18         | 5          | 6          | .994       |

- 2024年度シーズン終了時
- 各年度の太字はリーグ最高
- 各年度の太字年はゴールドグラブ賞受賞

### 表彰
- ゴールドグラブ賞（外野手部門）：2回（2023年、2024年）
- フィールディング・バイブル・アワード：1回（2024年）

### 背番号
- 9（2023年 - ）